# Park Ji-ah
Park Ji-ah (박지아?, Bak Ji-aLR, Pak ChiaMR; Seul, 25 febbraio 1972 – Seul, 30 settembre 2024) è stata un'attrice sudcoreana.
Il suo primo ruolo importante è stato nel 2002 in Hae-anseon di Kim Ki-duk, con cui ha collaborato cinque volte tra il 2002 e il 2008: la sua interpretazione in Soffio è stata lodata da Variety e Twitch Film. In televisione si è fatta notare nelle fiction Bulg-eun dansim, Cleaning Up e The Glory. È morta il 30 settembre 2024 all'età di 52 anni per un ictus ischemico. La sua tomba si trova al Kapsan Park Cemetery di Yangpyeong.

## Filmografia

### Cinema
- Mari-a-wa yeo-insuk (마리아와 여인숙?), regia di Seon Woo-wan (1997)
- Jig-ineun i-yagi (죽이는 이야기?), regia di Yeo Gyun-dong (1998)
- Bus, jeongnyujang (버스, 정류장?), regia di Lee Mi-yeon (2002)
- Hae-anseon (해안선?), regia di Kim Ki-duk (2002)
- Primavera, estate, autunno, inverno... e ancora primavera (봄 여름 가을 겨울 그리고 봄?), regia di Kim Ki-duk (2003)
- Ferro 3 - La casa vuota (빈 집?), regia di Kim Ki-duk (2004)
- Soffio (숨?), regia di Kim Ki-duk (2007)
- Gidam (기담?), regia di Jung Sik e Jung Beom-seok (2007)
- Bimong (비몽?), regia di Kim Ki-duk (2008)
- Gwihyang (귀향?), regia di Ahn Seon-kyung (2009)
- Jag-eun yeonmot (작은 연못?), regia di Lee Sang-woo (2010)
- Mama (마마?), regia di Choi Ik-hwan (2011)
- Masquerade (광해: 왕이 된 남자?), regia di Choo Chang-min (2012)
- Muge (무게?), regia di Jeon Kyu-hwan (2012)
- Seo-ul sicheong (서울시청?), regia di Benson Lee (2015)
- Yeogosaeng (여고생?), regia di Park Geun-buem (2015)
- Sar-injaeneung (살인재능?), regia di Jeon Jae-hong (2015)
- Seokjojeotaek sar-insageon (석조저택 살인사건?), regia di Jung Sik e Kim Hwi (2017)
- Gonji-am (곤지암?), regia di Jung Beom-sik (2018)
- Changkwol (창궐?), regia di Kim Sung-hoon (2018)
- Gwisin-ui hyanggi (귀신의 향기?), regia di Lee Jun-hak (2019)
- Closet (클로젯?), regia di Kim Gwang-bin (2020)
- Geu gyeo-eul, naneun (그 겨울, 나는?), regia di Oh Sung-ho (2022)
- Mabun-ui ilcho (만분의 일초?), regia di Kim Sung-hwan (2023)
- Hijacking (하이재킹?), regia di Kim Sung-han (2024)

### Televisione
- Sin-ui quiz (신의 퀴즈?) – serie TV (2014)
- Ballerino (발레리노?) – serie TV (2014)
- Chakhaji anh-eun yeojadeul (착하지 않은 여자들?) – serie TV (2015)
- Doctors (닥터스?) – serie TV (2016)
- Good Wife (굿 와이프?) – serie TV (2016)
- Susanghan partner (수상한 파트너?) – serie TV (2017)
- Circle: I-eojin du segye (써클: 이어진 두 세계?) – serie TV (2017)
- Ipan, sapan (이판, 사판?) – serie TV (2017-2018)
- Yeokjeok - Baekseong-eul humchin dojeok (역적: 백성을 훔친 도적?) – serie TV (2017)
- Son the guest (손 the guest?) – serie TV (2018)
- Cleaning Up (클리닝 업?) – serie TV (2022)
- Bulg-eun dansim (붉은 단심?) – serie TV (2022)
- The Glory (더 글로리?) – serie TV (2022-2023)